# Alma Bodén
Alma Maria Bodén, född Sahlberg 27 juni 1859 i Kungsholms församling, Stockholm, död 1 december 1947 i Katarina församling, var en svensk operettsångerska och skådespelare.

## Biografi
Bodén scendebuterade 1880 i Onkeln i Californien hos Knut Tivander i Kristiania. Hon hade därefter engagemang vid olika sällskap, 1889–1900 vid Folkteatern i Stockholm och därefter vid Albert Ranfts olika teatrar fram till 1924.  
Alma Bodén gjorde sin filmdebut 1913 och medverkade under 1930-talet i en lång rad filmer.
År 1890 gifte hon sig med skådespelaren August Bodén (1857–1915) och de fick barnen Arild Lennart Torsten (1891–1970) och Sixten August Wiking (född 1892).
Alma Bodén är begravd på Norra begravningsplatsen utanför Stockholm.

## Filmografi i urval
- 1913 – Filmdrottningen
- 1931 – Hans Majestät får vänta
- 1932 – Värmlänningarna
- 1932 – Kärlek och kassabrist
- 1933 – Hemliga Svensson
- 1934 – Sången om den eldröda blomman
- 1934 – Flickorna från Gamla sta'n
- 1935 – Flickornas Alfred
- 1936 – Kvartetten som sprängdes
- 1937 – Bergslagsfolk
- 1938 – Kamrater i vapenrocken
- 1938 – Baldevins bröllop
- 1938 – Sol över Sverige
- 1942 – Kan doktorn komma?

## Teater

### Roller (ej komplett)
| År   | Roll                         | Produktion                                                                                         | Regi                 | Teater                |
| ---- | ---------------------------- | -------------------------------------------------------------------------------------------------- | -------------------- | --------------------- |
| 1910 | Mirabella                    | Zigenarbaronen (Der Zigeunerbaron) Johann Strauss d.y. och Ignaz Schnitzer                         |                      | Oscarsteatern         |
| 1911 | Delphine Aubrais             | Kyska Susanna (Die keusche Susanne) Jean Gilbert och Georg Okonkowski                              |                      | Oscarsteatern         |
| 1911 | Rosa Zinkl                   | Det stora geniet (Der unsterbliche Lump) Edmund Eysler och Felix Dörmann                           | Carl August Söderman | Oscarsteatern         |
| 1914 | Victoria Könnicke            | Storstadsbaciller (Wenn der Frühling kommt ) Jean Gilbert                                          | Carl Barcklind       | Vasateatern           |
| 1915 |                              | Greven av Luxemburg (Der Graf von Luxemburg) Franz Lehár, Alfred Maria Willner och Robert Bodansky |                      | Oscarsteatern         |
| 1923 | Antoinetta                   | 33,333 Algot Sandberg                                                                              | Leopold Edin         | Lilla Folkteatern     |
| 1923 | Stava                        | Miljonär för en dag Fredrik Lindholm                                                               | Leopold Edin         | Lilla Folkteatern     |
| 1923 | Mina Gröndahl                | Kusin Teodor (Die Goldgrube) Carl Laufs och Wilhelm Jacoby                                         | John Norrman         | Lilla Folkteatern     |
| 1923 | Fru Grönberg                 | Som medlem av familjen Emil Gade                                                                   | John Norrman         | Lilla Folkteatern     |
| 1923 | Amanda Vesterblom            | Blidökungen George Sylwan                                                                          | John Norrman         | Lilla Folkteatern     |
| 1924 | Brita                        | När Svält-Jerker skulle skaffa sig arvinge Kristoffer Klemens                                      | John Norrman         | Lilla Folkteatern     |
| 1924 |                              | Paradiset Anders Asping                                                                            | John Norrman         | Lilla Folkteatern     |
| 1925 | Fru Sjödin                   | En sjöman kommer hem Ragnar Holmström                                                              | John Norrman         | Lilla Folkteatern     |
| 1925 |                              | Kärlek och hönseri Felix Körling                                                                   |                      | Lilla Folkteatern     |
| 1925 | Malin Ziesalong              | Röda Molly Franz Cornelius                                                                         | Eric Malmberg        | Lilla Folkteatern     |
| 1926 | Ida Andersson, hushållerska  | Ungkarlsflickan Eric Sundelius                                                                     | Eric Malmberg        | Lilla Folkteatern     |
| 1926 | Lena Larsson, änka           | Flickan från varuhuset V. Malmstrup och Jens Waage                                                 | Eric Malmberg        | Lilla Folkteatern     |
| 1926 | Madam Sörensen               | Baldevins bröllop (Baldevins bryllup) Vilhelm Krag                                                 | John Norrman         | Lilla Folkteatern     |
| 1926 | Edla Pettersson              | AB Udda varor Eric Sundelius                                                                       | John Norrman         | Lilla Folkteatern     |
| 1926 | Alvhilda Mattsson            | Potifars hustru Herman Iseborg                                                                     | John Norrman         | Lilla Folkteatern     |
| 1926 | Katrina, Pers hustru         | Per Olsson och hans käring Gustaf af Geijerstam                                                    | John Norrman         | Lilla Folkteatern     |
| 1926 | Malin                        | Miljonär för en dag Fredrik Lindholm                                                               | John Norrman         | Lilla Folkteatern     |
| 1927 | Olivia Hellström             | Doktorn på nr 18 Vilhelm Moberg                                                                    | John Norrman         | Lilla Folkteatern     |
| 1927 | Amelie                       | Klentrogne Thomas (Der ungläubige Thomas) Carl Laufs och Wilhelm Jacoby                            | Elsa Norrman         | Lilla Folkteatern     |
| 1927 |                              | Storkens vikarie (Baby Mine) Margaret Mayo                                                         | Hugo Bolander        | Lilla Folkteatern     |
| 1927 | Anna Sjöblom                 | Vackra Ville Hans Brask                                                                            | Gustaf Edgren        | Lilla Folkteatern     |
| 1928 | Fru Essén                    | Silkesstrumpan Algot Sandberg                                                                      | John Norrman         | Lilla Folkteatern     |
| 1928 |                              | Kärlek i alla knutar Siegfried och Arthur Fischer                                                  | Carl Nilsson         | Söders friluftsteater |
| 1928 |                              | Din eller min Anders Boman                                                                         |                      | Söders friluftsteater |
| 1928 | Gustava Andersson            | Hennes partner Urban Orbi                                                                          | Hugo Bolander        | Lilla Folkteatern     |
| 1928 | Fru Bonivard, Duvals svärmor | Duvals skilsmässa (Les Surprises du divorce) Alexandre Bisson och Antony Mars                      | Hugo Bolander        | Lilla Folkteatern     |
| 1928 | Fru Marna Jönsson            | Sol och vår Urban Orbi                                                                             | Hugo Bolander        | Lilla Folkteatern     |
| 1929 | Fru Dahlin                   | Handen Åke Sundborg                                                                                | Hugo Bolander        | Lilla Folkteatern     |
| 1929 | Fru Berg, husföreståndarinna | Skrivmaskinsfröken Fredrik Lindholm                                                                | Hugo Bolander        | Lilla Folkteatern     |
| 1929 | Marie                        | Aldrig i livet Gustaf af Geijerstam                                                                | Hugo Bolander        | Lilla Folkteatern     |
| 1930 | Evangeline                   | Barn på nytt (Some Baby!) Zellah Covington och Jules Simonson                                      | Hugo Bolander        | Lilla Teatern         |
| 1930 |                              | Nattgreven av Monte Christo (Auch ich war ein Jüngling) Max Neal och Max Ferner                    | Hugo Bolander        | Lilla Teatern         |
| 1931 | Thomson                      | Sängkamraten (Pettie Darling) Margaret Mayo                                                        | Hugo Bolander        | Lilla Teatern         |
| 1932 | Tant Hanna                   | Stackars John Anthony L. Ellis                                                                     | Hugo Bolander        | Lilla Teatern         |

### Fotnoter
1. 1 2 3 4 5 6 7  Sveriges dödbok 1901–2009, DVD‐ROM, Version 5.00, Sveriges Släktforskarförbund (2010): Bodén f. Sahlberg, Alma Maria
2. ↑  ”Alma Bodén”. Svensk Filmdatabas. http://sfi.se/sv/svensk-filmdatabas/Item/?type=PERSON&itemid=59419&ref=%2ftemplates%2fSwedishFilmSearchResult.aspx%3fid%3d1225%26epslanguage%3dsv%26searchword%3dAlma+Bod%C3%A9n%26type%3dPerson%26match%3dBegin%26page%3d1%26prom%3dFalse. Läst 17 oktober 2012.
3. ↑  Rotemannen, CD-ROM, Sveriges Släktforskarförbund/Stockholms Stadsarkiv (2012).
4. ↑  SvenskaGravar
5. ↑  ”'Zigenarbaronen' på Oscarsteatern”. Dagens Nyheter:  s. 7. 2 januari 1910. http://arkivet.dn.se/arkivet/tidning/1910-01-02/14248/7. Läst 18 januari 2016.
6. ↑  Frans J. Huss, red (1911). ”Från scenen och konsertsalen”. Svensk musiktidning (Stockholm: Frans J. Huss) (14):  sid. 109. Arkiverad från originalet den 30 juni 2015. https://web.archive.org/web/20150630044541/http://boije.statensmusikverk.se/www/epublikationer/Svensk_Musiktidning_1911_no_14.pdf. Läst 8 juni 2015.
7. ↑  Frans J. Huss, red (1911). ”Från scenen och konsertsalen”. Svensk musiktidning (Stockholm: Frans J. Huss) 31 (18):  sid. 142. Arkiverad från originalet den 30 juni 2015. https://web.archive.org/web/20150630015038/http://boije.statensmusikverk.se/www/epublikationer/Svensk_Musiktidning_1911_no_18.pdf. Läst 27 juni 2015.
8. ↑  ”Storstadsbaciller”. Musikverket. http://calmview.musikverk.se/CalmView/Record.aspx?src=CalmView.Performance&id=PERF14568&pos=218. Läst 8 juli 2015.
9. ↑  ”Teater, konst, litteratur”. Dagens Nyheter:  s. 7. 12 mars 1915. http://arkivet.dn.se/arkivet/tidning/1915-03-12/69A/7. Läst 15 juli 2015.
10. ↑  ”Tilja o Tribun: Lilla folkteatern”. Svenska Dagbladet:  s. 9. 13 februari 1923. https://tidningar.kb.se/sb4706l42vqvdpg/part/1/page/9. Läst 3 augusti 2025.
11. ↑  -ps- (15 februari 1923). ”Genom passagen: '33,333'”. Aftonbladet:  s. 5. https://tidningar.kb.se/j2vzmqfv475hhlz/part/1/page/5. Läst 3 augusti 2025.
12. ↑  ”Miljonär för en dag”. Musik- och Teaterverket. https://calmview.musikverk.se/CalmView/Record.aspx?src=CalmView.Performance&id=P13010&pos=2. Läst 25 juli 2025.
13. ↑  ”Kusin Theodor”. Musik- och Teaterverket. https://calmview.musikverk.se/CalmView/Record.aspx?src=CalmView.Performance&id=P13011&pos=3. Läst 25 juli 2025.
14. ↑  Ax. A (26 september 1923). ”Teater Musik: 'Kusin Teodor' på Lilla Folkteatern”. Arbetaren:  s. 5. https://tidningar.kb.se/w9l701cwtqgs3njl/part/1/page/5. Läst 4 augusti 2025.
15. ↑  ”Tilja o Tribun”. Svenska Dagbladet:  s. 8. 26 september 1923. https://tidningar.kb.se/p714w3n12lb22qf/part/1/page/8. Läst 4 augusti 2025.
16. ↑  ”Genom Passagen: Lilla Folkteatern”. Aftonbladet:  s. 7. 26 september 1923. https://tidningar.kb.se/9tmqdjxm2ssmtnl/part/1/page/7. Läst 4 augusti 2025.
17. ↑  ”Som medlem av familjen”. Musik- och Teaterverket. https://calmview.musikverk.se/CalmView/Record.aspx?src=CalmView.Performance&id=P13009&pos=4. Läst 25 juli 2025.
18. ↑  Ax. A (3 deceember 1923). ”Teater Musik: 'Blidökungen' på Lilla Folkteatern”. Arbetaren:  s. 5. https://tidningar.kb.se/ds3qh8npbgrrhxc3/part/1/page/5. Läst 4 augusti 2025.
19. ↑  ”Teater och Musik: Lilla Folkteatern”. Aftonbladet:  s. 6. 18 januari 1924. https://tidningar.kb.se/k3w0nlqw12pj51m/part/1/page/6. Läst 4 augusti 2025.
20. ↑  -if- (19 januari 1924). ”Tilja o Tribun: Lilla Folkteatern”. Svenska Dagbladet:  s. 9. https://tidningar.kb.se/m5z2t1nz1n8p69g/part/1/page/9. Läst 4 augusti 2025.
21. ↑  Ö (19 januari 1924). ”Teater Musik: Lilla Folkteatern”. Arbetaren:  s. 7. https://tidningar.kb.se/ds3wxq7hb98zqcmt/part/1/page/7. Läst 4 augusti 2025.
22. ↑  Ax. A. (5 september 1924). ”Teater Musik: 'Paradiset' på Lilla Folkteatern”. Arbetaren:  s. 5. https://tidningar.kb.se/0dpd75hsxgf79gsw/part/1/page/5. Läst 4 augusti 2025.
23. ↑  P. (5 september 1924). ”Teater och Musik: Lilla Folkteatern”. Aftonbladet:  s. 11. https://tidningar.kb.se/k3w0nrvw2z6ccj1/part/1/page/11. Läst 4 augusti 2025.
24. ↑  Finn (21 januari 1925). ”Teater och Musik: Svensk premiär på Lilla Folkteatern”. Dagens Nyheter:  s. 12. https://tidningar.kb.se/7rks2qjk2w6wg3f/part/1/page/12. Läst 5 augusti 2025.
25. ↑  Erik Wilhelm Olson (21 januari 1925). ”Teater och Musik: En lyckosam svensk lustspelspremiär”. Svenska Dagbladet:  s. 9. https://tidningar.kb.se/p714nkn1518dxj1/part/1/page/9. Läst 5 augusti 2025.
26. ↑  Teddy Nyblom (27 februari 1925). ”Teater och Musik: 'Kärlek och hönseri' på Lilla Folkteatern”. Aftonbladet:  s. 12. https://tidningar.kb.se/h1txm03t5k0wn45/part/1/page/12. Läst 5 augusti 2025.
27. ↑  ”Teater och Musik: Lilla Folkteatern”. Dagens Nyheter:  s. 9. 10 november 1925. https://arkivet.dn.se/tidning/1925-11-10/306/9. Läst 5 augusti 2025.
28. ↑  ”Ungkarlsflickan”. Musik- och Teaterverket. https://calmview.musikverk.se/CalmView/Record.aspx?src=CalmView.Performance&id=P13014&pos=5. Läst 25 juli 2025.
29. ↑  ”Flickan från varuhuset”. Musik- och Teaterverket. https://calmview.musikverk.se/CalmView/Record.aspx?src=CalmView.Performance&id=P13012&pos=6. Läst 25 juli 2025.
30. ↑  ”Baldevins bröllop”. Musik- och Teaterverket. https://calmview.musikverk.se/CalmView/Record.aspx?src=CalmView.Performance&id=P13013&pos=8. Läst 25 juli 2025.
31. ↑  ”Teater och Musik: Lilla Folkteater [sic”]. Dagens Nyheter:  s. 7. 24 augusti 1926. https://arkivet.dn.se/tidning/1926-08-24/228/7. Läst 6 augusti 2025.
32. ↑  ”Potifars hustru”. Musik- och Teaterverket. https://calmview.musikverk.se/CalmView/Record.aspx?src=CalmView.Performance&id=P13017&pos=8. Läst 25 juli 2025.
33. ↑  ”Per Olsson och hans käring”. Musik- och Teaterverket. https://calmview.musikverk.se/CalmView/Record.aspx?src=CalmView.Performance&id=P13018&pos=9. Läst 25 juli 2025.
34. ↑  ”Miljonär för en dag”. Musik- och Teaterverket. https://calmview.musikverk.se/CalmView/Record.aspx?src=CalmView.Performance&id=P13019&pos=10. Läst 25 juli 2025.
35. ↑  ”Doktorn på n:r 18”. Musik- och Teaterverket. https://calmview.musikverk.se/CalmView/Record.aspx?src=CalmView.Performance&id=P13015&pos=11. Läst 25 juli 2025.
36. ↑  ”Klentrogne Tomas”. Musik- och Teaterverket. https://calmview.musikverk.se/CalmView/Record.aspx?src=CalmView.Performance&id=P13016&pos=412. Läst 3 augusti 2025.
37. ↑  ”Teater och Musik: Vid tisdagens premiär”. Dagens Nyheter:  s. 7. 19 april 1927. https://arkivet.dn.se/tidning/1927-04-19/104/7. Läst 6 augusti 2025.
38. ↑  ”Vackra Ville”. Musik- och Teaterverket. https://calmview.musikverk.se/CalmView/Record.aspx?src=CalmView.Performance&id=P13021&pos=13. Läst 25 juli 2025.
39. ↑  ”Scen och Film: Lilla Folkteatern”. Dagens Nyheter:  s. 12. 9 mars 1928. https://arkivet.dn.se/tidning/1928-03-09/67/12. Läst 6 augusti 2025.
40. ↑  ”Scen och Film: Söders friluftsteater”. Dagens Nyheter:  s. 11. 25 maj 1928. https://arkivet.dn.se/tidning/1928-05-25/141/11. Läst 6 augusti 2025.
41. ↑  ”Scen och Film: Söders friluftsteater”. Dagens Nyheter:  s. 11. 6 juni 1928. https://arkivet.dn.se/tidning/1928-06-06/152/11. Läst 6 augusti 2025.
42. ↑  ”Hennes partner”. Musik- och Teaterverket. https://calmview.musikverk.se/CalmView/Record.aspx?src=CalmView.Performance&id=P13020&pos=14. Läst 25 juli 2025.
43. ↑  ”Scen och Film: Vid Lilla Folkteaterns premiär”. Dagens Nyheter:  s. 11. 25 oktober 1928. https://arkivet.dn.se/tidning/1928-10-25/292/11. Läst 6 augusti 2025.
44. ↑  ”Sol och vår”. Musik- och Teaterverket. https://calmview.musikverk.se/CalmView/Record.aspx?src=CalmView.Performance&id=P13022&pos=15. Läst 25 juli 2025.
45. ↑  Åberg (27 december 1928). ”Scen och Film: 'Sol och vår'”. Dagens Nyheter:  s. 12. https://arkivet.dn.se/tidning/1928-12-27/353/12. Läst 6 augusti 2025.
46. ↑  ”Handen”. Musik- och Teaterverket. https://calmview.musikverk.se/CalmView/Record.aspx?src=CalmView.Performance&id=P13023&pos=16. Läst 25 juli 2025.
47. ↑  ”Scen och Film”. Dagens Nyheter:  s. 11. 3 maj 1929. https://arkivet.dn.se/tidning/1929-05-03/119/11. Läst 6 augusti 2025.
48. ↑  ”Scen och Film: Lilla Folkteatern”. Dagens Nyheter:  s. 9. 25 september 1929. https://arkivet.dn.se/tidning/1929-09-25/261/9. Läst 6 augusti 2025.
49. ↑  -son (28 september 1929). ”Scen och Film: 'Aldrig i livet' på Lilla Folkteatern”. Dagens Nyheter:  s. 12. https://arkivet.dn.se/tidning/1929-09-28/264/12. Läst 6 augusti 2025.
50. ↑  ”Barn på nytt”. Musik- och Teaterverket. https://calmview.musikverk.se/CalmView/Record.aspx?src=CalmView.Performance&id=PERF14496&pos=14. Läst 25 juli 2025.
51. ↑  ”Teater-Musik och Film: Lilla folkteatern”. Dagens Nyheter:  s. 14. 16 december 1930. https://arkivet.dn.se/tidning/1930-12-16/342/14. Läst 26 juli 2025.
52. ↑  ”Sängkamraten”. Musik- och Teaterverket. https://calmview.musikverk.se/CalmView/Record.aspx?src=CalmView.Performance&id=PERF14498&pos=16. Läst 25 juli 2025.
53. ↑  ”Stackars John!”. Musik- och Teaterverket. https://calmview.musikverk.se/CalmView/Record.aspx?src=CalmView.Performance&id=PERF14499&pos=17. Läst 25 juli 2025.